# Фабріціо Саккоманні
Фабріціо Саккоманні (італ. Fabrizio Saccomanni; 22 листопада 1942, Рим — 8 серпня 2019) — італійський економіст і державний службовець, міністр економіки і фінансів в уряді Енріко Летта з 2013 по 2014 рр.

## Біографія
Закінчив факультет економіки Університету Бокконі у Мілані. Він також здобув освіту у Принстонському університеті, де вивчав грошово-кредитну політику та міжнародну економіку. З 1967 р. він працював у міланській філії Банку Італії. З 1970 по 1975 рр. він працював у Міжнародному валютному фонді у Вашингтоні, зокрема, помічником італійського виконавчого директора. У 1984 р. він очолив іноземний відділ Банку Італії, а у 1997 р. став директором з міжнародних відносини. У 2003–2006 рр. він був віце-президентом Європейського банку реконструкції та розвитку. Потім він був призначений генеральним директором Банку Італії. Він також працював в органах Банку міжнародних розрахунків.
Він був нагороджений орденом «За заслуги перед Італійською Республікою» (Командор, 1987; Великий офіцер, 1999; Кавалер Великого хреста, 2010).